# بهرام عین‌اللهی
بهرام عین‌اللهی (زادهٔ ۱۰ بهمن ۱۳۳۷) پزشک و سیاستمدار اصولگرا ایرانی است که در دولت سیزدهم از سال ۱۴۰۰ تا ۱۴۰۳، وزیر بهداشت، درمان و آموزش پزشکی بود.

## دیدگاه‌ها

### مخالفت با واردات واکسن
بهرام عین‌اللهی به همراه تعدادی دیگری با انتشار نامه‌ای در دی ۱۳۹۹ مخالفت خود را دربارهٔ واردات واکسن‌های غربی اعلام کرد. امضاکنندگان این نامه همچنین به فعالیت نهادهایی همچون سازمان بهداشت جهانی (WHO) ابراز بی‌اعتمادی کردند و برخی تئوری‌های توطئه را درخصوص دارو و واکسن مطرح کردند.

### ممنوعیت کاشت ناخن و مژه
بهرام عین‌اللهی در تاریخ ۱۶ بهمن ۱۴۰۲ گفت: «کاشت ناخن و مژه برای پزشکان، پرستاران و تمامی پرسنل بیمارستانی ممنوع است و با متخلفان برخورد می‌شود.»

رانت موجود در افزایش ظرفیت پزشکی کشور 
در دوران وزارت عین الهی با افزایش بی رویه و بی کیفیت ظرفیت صندلی  پزشکی عمومی ، جامعه پزشکی رو به رو شد . به طور مثال دانشگاه علوم پزشکی سرآب که قبلا فقط پرستاری جذب می‌کرد پزشکی اضافه کرد . 
البته شایعه اینکه عین الهی به خاطر اینکه خودش اهل سرآب هست و بخاطر این قضیه این اتفاق را رقم زده است مطرح بود .